# Pterolophia nigroscutellata
Pterolophia nigroscutellata là một loài bọ cánh cứng trong họ Cerambycidae.